# Diwang International Commerce Center
Le Diwang International Commerce Center est un gratte-ciel de 276 mètres pour 54 étages construit en 2006 à Nanning en Chine.